# Garnierit

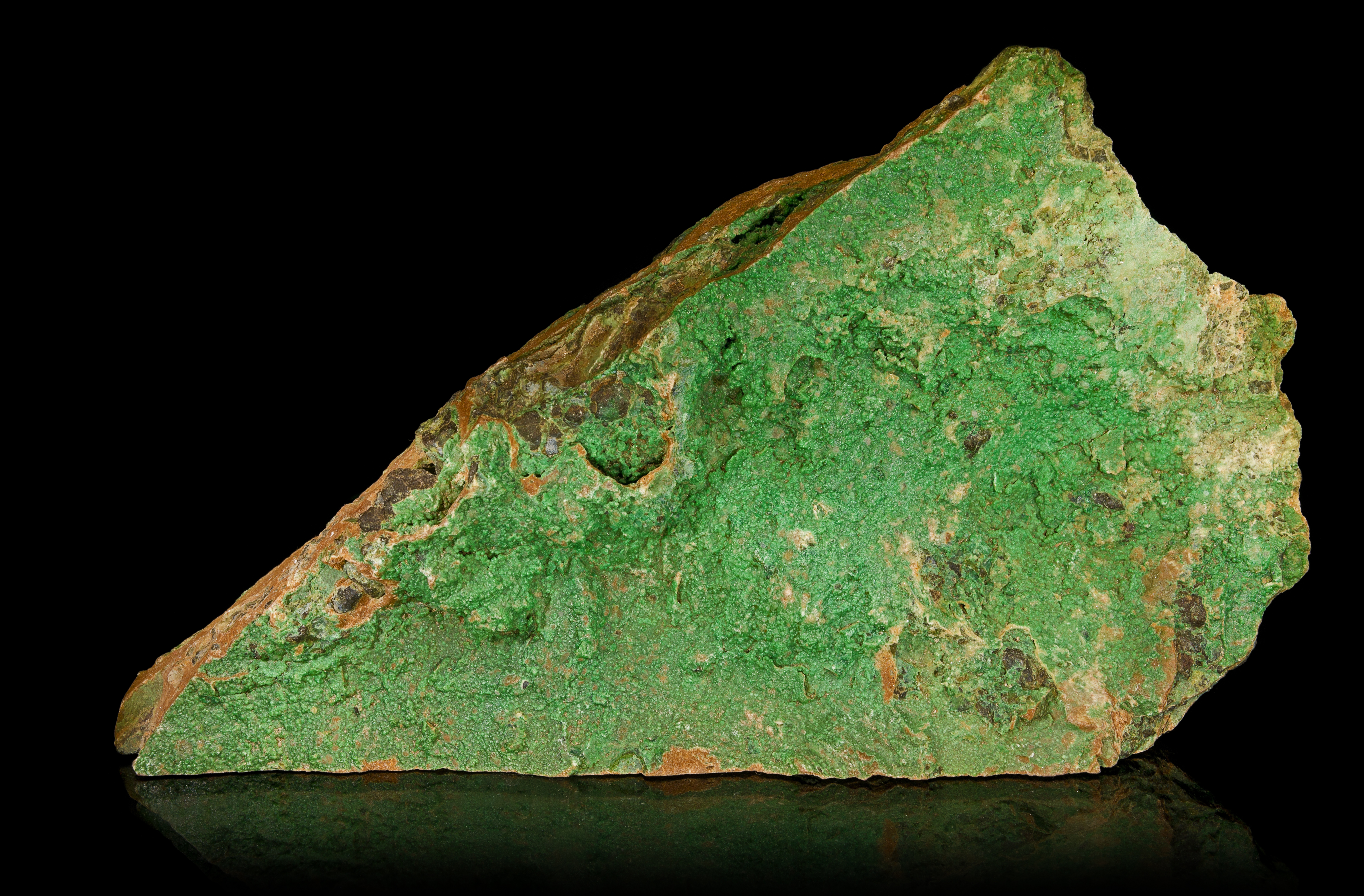
Garnierit

Garnierit är ett silikat av nickel och magnesium som bildar jordartade eller täta gröna massor. Eftersom benämningen inte är ett giltigt mineralnamn enligt Commission on New Minerals, Nomenclature and Classification (CNMNC) finns ingen universellt fastställd sammansättning eller formel.
Några av de föreslagna kompositionerna är alla vattenhaltiga Ni-Mg-silikater, ett allmänt namn för Ni-Mg-hydrosilikater som vanligen innehåller två eller flera av mineralen serpentin, talk, sepiolit, smektit eller klorit och Ni-Mg-silikat med eller utan aluminiumoxid, som har röntgendiffraktionsmönster som är typiska för serpentin, talk, sepiolit, klorit, vermikulit eller någon blandning av dem alla.
Mineralet förekommer i bl. a. i Oregon, USA, och Dominikanska republiken, och utgör en viktig nickelmalm som har en stor viktprocent NiO.

## Struktur
Garnierit är i allmänhet ett finkornigt mineral med dålig kristallin struktur. Enhetscellparametrarna, som hittats med användning av transmissionselektronmikroskopi (TEM) analys, är 13,385(4), 26,955(9), 5,271(3) Å och 13,33(1), 27,03(2), 5,250(4) Å. Rymdgruppen är Pncn.
Baserat på enbart jonradierna och laddningen bör Ni2+ lätt ersätta Mg2+ i oktaedrisk koordination. Det faktum att nickel lätt ersätter mangan i garnierit förklarar varför då NiO-halten ökar, minskar MgO-halten. Nicklet i garnierit är inte jämnt fördelat i strukturen, utan är koncentrerat i små zoner av nickel omgivna av magnesiumzoner.
Garnierit är ett lagersilikat. Huvudskillnaden mellan de serpentinliknande och talkliknande varianterna av garnierit är avståndet mellan skikten i strukturen, sett i röntgenpulverdiffraktionsstudier. De serpentinliknande varianterna har 7 Å basavstånd medan de talkliknande varianterna har ett basalavstånd på 10 Å. Vid 106 gånger förstoringar är skiktavstånden på 7 och 10 Å (d(001)) uppenbara och mätbara, med 7 Å-avstånden bättre definierade än 10 Å-avstånden. 7 Å, serpentinliknande mineraler visar stav- och rörformade partiklar, såväl som platta partiklar och fluffiga partiklar som med största sannolikhet är aggregat medan 10 Å-sorten visar mycket mindre variation i partiklar, visar endast platta och fluffiga former med mycket få rör- eller stavformade partiklar. Vissa partiklar uppvisar interstratifiering av 7 och 10 Å mellanrum. Det finns ingen korrelation mellan NiO-halten och formen på partiklarna i mineralet. Garnieriter av 7 Å-typ liknar vanligtvis krysotil eller lizardit i dess strukturer, medan 10 Å-typer vanligtvis liknar pimelit.

## Fysiska egenskaper
Garnierit är ett grönt mineral som sträcker sig från ljust gulgrönt till mörkgrönt. Färgen kommer från närvaron av nickel i mineralstrukturen för magnesium. Noumeait (senare fastställt till att vara en medlem av garnieritfamiljen) varierar i hårdhet, från mjuk och skör till hård nog att skulptera figuriner och liknande av. Vissa typer av garnierit fastnar på tungan och löser sig lätt i vatten eller till och med på tungan. Garnierit har vanligtvis en kolloform textur, typisk för mineraler som fyller öppna utrymmen från en lösning. I allmänhet har mörkare gröna garnieriter högre Ni-halt, högre specifik vikt och högre medelbrytningsindex än ljusare gröna garnieriter, vilket med största sannolikhet beror på förekomsten av mer nickel i deras kristallina struktur. Den specifika vikten för garnierit varierar från cirka 2,5 till 3. Medelbrytningsindexet för garnierit varierar från cirka 1,563 till 1,601.

## Geologisk förekomst
Ljusfärgad garnierit är en förändring av olivinrik bergart till ett lerliknande mineral fattigt på nickel, ljusgrön till ljusgrön garnierit är ett resultat av urlakning av manganoxid, magnesium, nickel och järn från den ursprungliga mörkgröna garnieriten, rik på nickel, som avsatts av grundvatten. Detta leder till en mycket vanlig förekomst av garnierit som sprickfyllningar i millimeter- till centimetertjocka ådror eller som väv eller beläggningar vid Falcondo-gruvan i Dominikanska republiken. Röntgendiffraktion av prover från gruvan visar att garnieritvener innehåller sepiolit-falkondoit och kvarts (krysopras, en grön variant av kvarts med en nickelhalt på mindre än 2 viktprocent). Breccia som hittats i förkastningar vid Falcondo-gruvan innehåller garnieritgrupper cementerade samman av en sekundär avsättning av garnierit, vilket är bevis på syntektonisk avsättning av garnierit. I garnieritavlagringarna nära Riddle, Oregon, finns garnierit som en vittringsprodukt av den underliggande peridotiten, med garnieritskiktet mellan 15 och 60 meter tjockt.